# Ophiactis savignyi
Ophiactis savignyi är en ormstjärneart som först beskrevs av Müller och Franz Hermann Troschel 1842.  Ophiactis savignyi ingår i släktet Ophiactis och familjen bandormstjärnor. Inga underarter finns listade i Catalogue of Life.